# Zygmunt Wiza
Zygmunt Wiza (Wize) (ur. 24 czerwca 1886 w Poznaniu, zm. 5 stycznia 1937 w Poznaniu) – żołnierz armii niemieckiej, powstaniec wielkopolski, oficer Wojska Polskiego w II Rzeczypospolitej, kawaler Orderu Virtuti Militari.

## Życiorys
Urodził się w rodzinie Michała i Antoniny z Godcieków. Absolwent szkoły handlowej w Poznaniu. Zmobilizowany do armii niemieckiej, walczył na frontach I wojny światowej w szeregach 5 pułku artylerii polowej. W czasie walk został ranny. Po wyleczeniu był instruktorem, a później służył w żandarmerii krajowej w Gostyniu.
W listopadzie 1918 wszedł w skład Rady Jedenastu stojącej na czele Polskiej Organizacji Wojskowej Zaboru Pruskiego, później należał do Wydziału Wykonawczego Rady Robotniczo-Żołnierskiej. W styczniu 1919 mianowany dowódcą Żandarmerii Krajowej byłej Dzielnicy Pruskiej. Za aktywny udział w przygotowaniach powstańczych i za postawę w grudniu 1918 oraz styczniu 1919 odznaczony został Krzyżem Srebrnym Orderu Virtuti Militari. 13 października 1919 minister byłej Dzielnicy Pruskiej Władysław Seyda mianował go rotmistrzem Żandarmerii Krajowej.
W lipcu 1920 został przeniesiony do rezerwy. W 1922 posiadał przydział w rezerwie do 3 dywizjonu żandarmerii. 8 stycznia 1924 został zatwierdzony w stopniu porucznika ze starszeństwem z 1 czerwca 1919 i 2195. lokatą w korpusie oficerów rezerwy piechoty. Był wówczas przydzielony w rezerwie do 29 pułku piechoty w Kaliszu. W 1934, jako porucznik rezerwy piechoty pozostawał w ewidencji Powiatowej Komendy Uzupełnień Poznań Miasto. Posiadał przydział do Oficerskiej Kadry Okręgowej Nr VII.
Po zwolnieniu z wojska pracował jako kupiec w branży tekstylnej. Zmarł w Poznaniu.

## Ordery i odznaczenia
- Krzyż Srebrny Orderu Wojskowego Virtuti Militari – 8 kwietnia 1921 „za walki z niemcami w Poznańskiem”[7][8]
- Krzyż Walecznych (dwukrotnie)[1]